# Tricyclomischus
Tricyclomischus är ett släkte av steklar som beskrevs av Graham 1956. Tricyclomischus ingår i familjen puppglanssteklar.
Kladogram enligt Catalogue of Life och Dyntaxa:
| Tricyclomischus | \| \| Tricyclomischus algonquinus \| \| \| \| \| \| Tricyclomischus celticus \| \| \| \| |
|                 | \| \| Tricyclomischus algonquinus \| \| \| \| \| \| Tricyclomischus celticus \| \| \| \| |
|                 | Tricyclomischus algonquinus                                                              |
|                 |                                                                                          |
|                 | Tricyclomischus celticus                                                                 |
|                 |                                                                                          |